# 帕特里克·赫羅紹夫斯基
帕特里克·赫羅紹夫斯基（發音：[ˈpatriɡ ˈɦrɔʂɔwskiː]；1992年4月22日—）是一位斯洛伐克足球運動員。在場上的位置是中場。他現在效力於比利時甲組聯賽A球會亨克。他也代表斯洛伐克國家足球隊參賽。

## 外部連結
- FC Viktoria Plzeň profile
- Soccerway資料庫：帕特里克·赫羅紹夫斯基